# Аблязов Рауф Ахметович
Рауф Ахметович Аблязов (19 червня 1935 — 26 грудня 2019) — президент Східноєвропейського університету економіки та менеджменту (Черкаси, Україна), доктор технічних наук, професор, заслужений діяч науки і техніки України, лауреат Державної премії СРСР, академік Інженерної академії України, академік Міжнародної інженерної академії, член Клубу ректорів Європи (CRE).

## Біографія
Рауф Ахметович Аблязов народився 19 червня 1935 року в селі Камкіно Красно-октябрського району Горьківської області. Навчався в початковій школі № 107 і середній школі № 94 м. Горького (нині Нижній Новгород). Після закінчення школи в 1954 році, почав працювати молодшим конструктором Відділу Головного Конструктора Горьківського заводу фрезерних верстатів, одночасно навчався на вечірньому відділенні Горьківського політехнічного інституту ім. А. А. Жданова.
Після закінчення інституту, в 1962 році переїздить жити до України в м. Черкаси. Працює начальником конструкторської групи Черкаського проектно-конструкторського технологічного інституту, потім начальником конструкторського відділу спеціального конструкторського бюро Черкаського заводу «Фотоприлад». У 1975 році у зв'язку зі створенням Центрального конструкторського бюро «Сокіл» у м. Черкаси Міністерства оборонної промисловості СРСР призначається начальником — головним конструктором даного ЦКБ. У ЦКБ «Сокіл» Аблязов очолює роботи по створенню зразків нової техніки для авіаційної і космічної техніки. У 1978 році за участь у створенні безпілотних авіаційних розвідувальних комплексів «Рейс», «Стриж», «Крило» Аблязову Р. А. присуджується Державна премія СРСР. У 1982 році за комплекс робіт у галузі космічної техніки співробітники ЦКБ отримують звання лауреатів Державної премії СРСР. У 1975 році в Державному оптичному інституті м. Ленінград захищає кандидатську дисертацію на здобуття кандидата технічних наук, а в 1985 році докторську дисертацію на здобуття доктора технічних наук. Йому присуджується звання професора по кафедрі «металорізальні верстати». Указом Президента України йому присуджується звання заслуженого діяча науки і техніки України. Він обирається дійсним членом (академіком) Інженерної академії України та Росії.
У 1985 році Аблязов Р. А. призначається директором Черкаського заводу «Фотоприлад» Міністерства оборонної промисловості СРСР. Однак у зв'язку з процесами перебудови в Радянському союзі йде з державної служби і в 1992 році виступає засновником Східноєвропейського університету, який очолює протягом 20 років на посадах ректора, президента. 
Пішов з життя 26 грудня 2019 року в м. Черкаси.

## Нагороди
За заслуги у виробничій діяльності і налагодження ділових відносин України та Росії Аблязову Р. А. присуджується звання «Герой труда России» з врученням золотої медалі «Герой Труда» і встановленням гранітної пам'ятної зірки та бронзового бюста в Москві на алеї Слави. Нагороджений орденами та медалями СРСР, Росії і зарубіжних країн.